# Panic Shack
Panic Shack ist eine walisische Rock-Band aus Cardiff.

## Geschichte
Die Band wurde im Jahre 2018 von der Sängerin Sarah Harvey, den Gitarristinnen Meg Fretwell und Romi Lawrence sowie der Bassistin Emily Smith gegründet. Die vier Musikerinnen besuchten seit längerer Zeit verschiedenen Konzerte, wobei die Idee aufkam, ob sie nicht selber eine Band gründen könnten. Nachdem sich Fretwell, Lawrence und Smith das Spielen ihrer Instrumente selbst beibrachten, veröffentlichten Panic Shack im Jahre 2020 ihre ersten Singles. Die Band wurde von Brace Yourself Records unter Vertrag genommen und veröffentlichte im April 2022 ihre erste EP Baby Shack. Es folgte eine Tournee im Vorprogramm von Yard Act. Das britischen Magazin New Musical Express führte Panic Shack auf ihrer Liste der „100 essentiellen aufstrebenden Künstlern für 2023“. Im Herbst 2024 tourte die Band im Vorprogramm von Soft Play durch das Vereinigte Königreich. Am 18. Juli 2025 erschien das von Ali Chant produzierte, selbst betitelte Debütalbum, welches Platz 32 der britischen Albumcharts erreichte.

## Stil
Die Musik von Panic Shack wird in der Regel als Indie-Rock und Punk bezeichnet. Christina Mohr vom deutschen Magazin Visions schrieb, dass die Ähnlichkeiten der Musik von Panic Shack zu Lambrini Girls und Amyl and the Sniffers unüberhörbar wären. Dennoch würde die Band mit „überbordender Punkrock-Energie, gemixt mit knackigen Post-Punk-Riffs und Texten mitten aus dem echten Leben entschädigen“. Die Texte handeln von Sexismen, sexueller Belästigung und Stalking. Das britische Magazin New Musical Express verglich die Band mit The Slits, Peaches und The Raincoats.

## Diskografie
Alben

| Jahr | Titel Musiklabel                   | Höchstplatzierung, Gesamtwochen, AuszeichnungChartsChartplatzierungen (Jahr, Titel, Musiklabel, Platzierungen, Wochen, Auszeichnungen, Anmerkungen) | Anmerkungen                         |
| Jahr | Titel Musiklabel                   | UK | Anmerkungen                         |
| ---- | ---------------------------------- | --- | ----------------------------------- |
| 2025 | Panic Shack Brace Yourself Records | UK32 (1 Wo.)UK | Erstveröffentlichung: 18. Juli 2025 |

EPs
- 2022: Baby Shack